# Bản đồ Ba Lan Vĩ Đại của Scotland

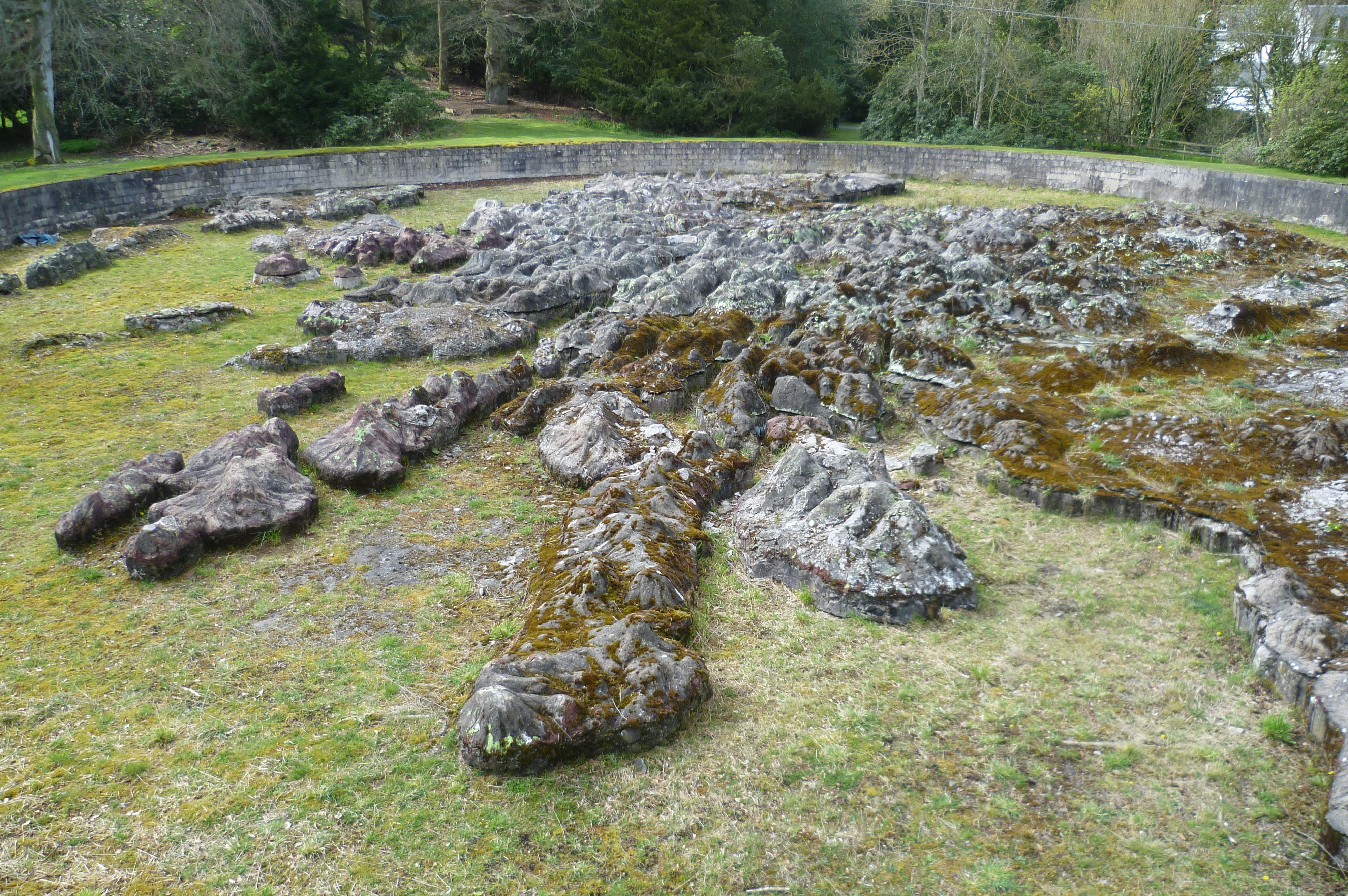
Bờ biển tây của Scotland, nhìn cách bờ Mull of Kintyre

Bản đồ Ba Lan Vĩ đại của Scotland (tiếng Anh: Great Polish Map of Scotland), còn được gọi Bản đồ Scotland Barony (Barony Map of Scotland), là một bản đồ địa hình nổi của Scotland nằm ngoài trời bên cạnh khách sạn Barony Castle Hotel, ngoài làng Eddleston gần Peebles ở vùng Scottish Borders. Mô hình này làm bằng bê tông ở tỷ lệ 50 nhân 40 mét (160 ft × 130 ft). Nó là sản phẩm trí tuệ của cựu chiến binh Ba Lan Jan Tomasik. Nó được hoàn thành năm 1975 và được cho là bản đồ địa hình nổi lớn nhất thế giới. Tổ chức Mapa Scotland đang phục hồi bản đồ.